# スキャット (航空機)
Skat / Скат
- 用途：無人攻撃機
- 分類：UCAV
- 設計者：MiG
- 製造者：
- 運用者： ロシア
- 生産数：0
- 運用状況：キャンセル

スキャット（Skat；ロシア語：Скат、魚類のマンタの意）はロシアのRSK「MiG」によって開発された、2つのコンセプトを持った無人偵察攻撃機（UCAV）である。
機体形状はステルス性を考慮した全翼機で、当初は2枚羽の垂直尾翼を有する形状も考慮したが、風洞実験の結果から全翼機型が選定された。発動機はクリーモフ RD-5000B ターボファンエンジンで、これはRD-93エンジンの派生型とみられる。スキャットはSEAD任務に使用されることが想定されており、腹部ウェポンベイにはKh-31のような大きなミサイルでも搭載できるよう十分な容積が確保されている。
スキャットの初期型はロシア国内の航空関連法令に従うため有人で飛行する予定だった。

## 開発状況
RSK 「MiG」の総合ディレクターのセルゲイ・コロトコフが以前に報道陣に話したようにスキャットの開発は中止されている。同機の開発中止後、 ロシア国防省の決定によりスホーイが主体となって新たな無人攻撃機の開発を行う事となった。このプロジェクトにはMiGの技術者も参加するため本機のデータも使われるものと考えられていたが、同プロジェクトも資金不足で中断した。
2013年6月3日、MiGはスキャットの設計に基づいて新しいUCAVを研究開発する契約に署名した。2015年12月22日、セルゲイ・コロトコフは「TsAGIと共同で無人攻撃偵察機の開発を継続している」とコメントしている。

## スペック（計画値）
- 乗員：なし
- 全長：10.25 m
- 全幅：11.5 m
- 推進機：クリーモフ RD-5000B 1基
- 最大離陸重量：10t
- 航続距離：2,000 km
- 最高速度：800 km/h
- 実用上昇限度：12,000 m
- 兵装：機体内ウェポンベイに2tまで